# Президент Бангладеш
Президент Бангладеш — глава государства Бангладеш. Действующий президент — Мохаммад Шахабуддин. Президент играет представительную роль в государстве, следуя Вестминстерской системе. Реальная власть находится в руках премьер-министра Бангладеш. Президент избирается на 5 лет коллегией выборщиков из 350 парламентариев на открытых выборах.